# Station Villeneuve-Triage
Station Villeneuve - Triage is een spoorwegstation aan de spoorlijn Paris-Lyon - Marseille-Saint-Charles. Het ligt in de Franse gemeente Villeneuve-Saint-Georges in het departement Val-de-Marne (Île-de-France).

## Ligging
Het station ligt op kilometerpunt 12,668 van de spoorlijn Paris-Lyon - Marseille-Saint-Charles.

## Diensten
Het station wordt aangedaan door treinen van de RER D tussen Goussainville/Villiers-le-Bel - Gonesse en Corbeil-Essonnes via Ris-Orangis

## Vorig en volgend station
| Richting                                     | Vorig station       | Lijn  | Volgend station          | Richting                              |
| -------------------------------------------- | ------------------- | ----- | ------------------------ | ------------------------------------- |
| Goussainville D7 Villiers-le-Bel - GonesseD5 | Créteil - Pompadour | RER D | Villeneuve-Saint-Georges | Corbeil-Essonnes D6 (via Ris-Orangis) |